# Arenberggebouw

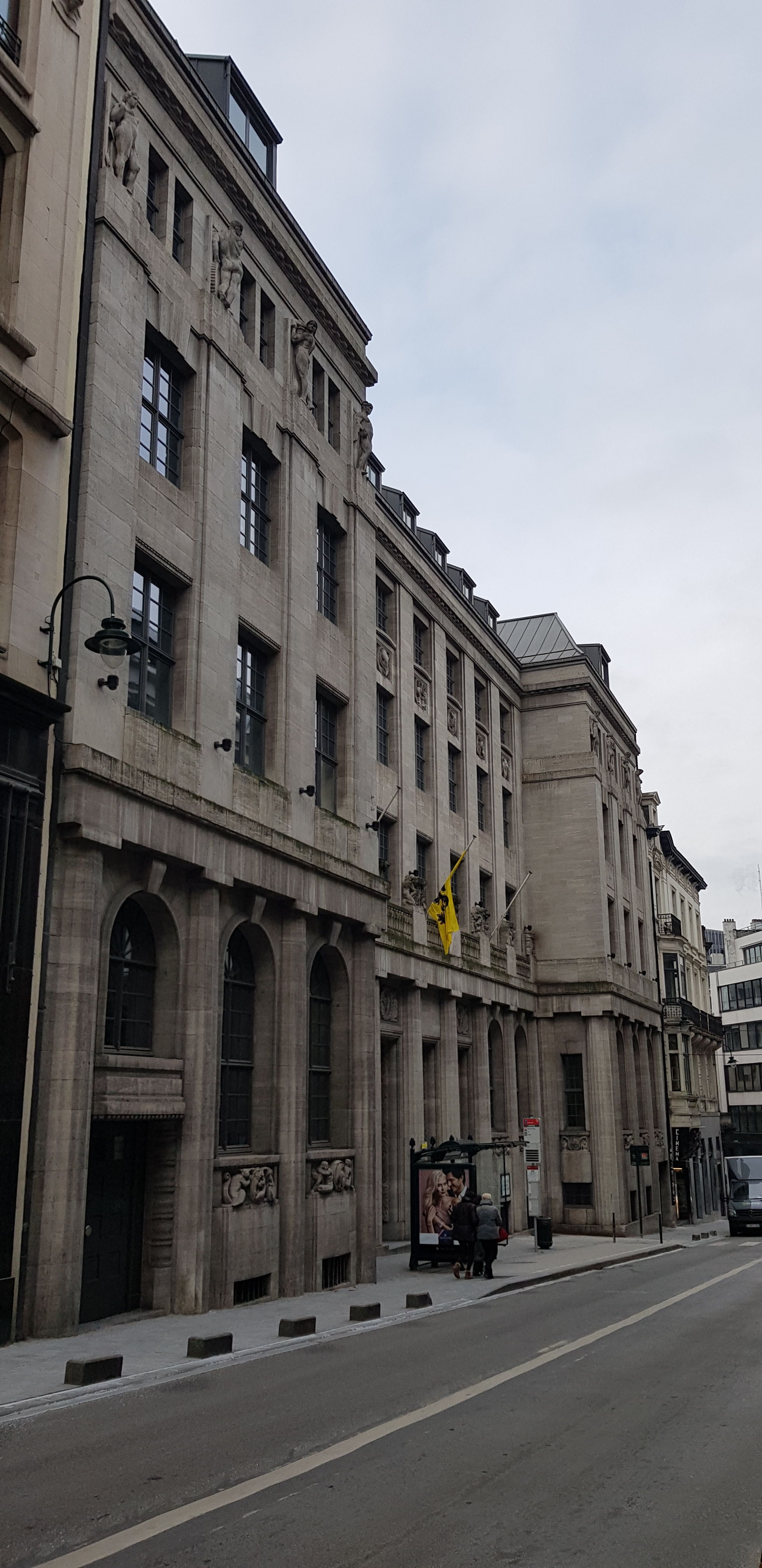
Arenberggebouw

Het Arenberggebouw is een kantoorgebouw van de Vlaamse overheid in de Belgische hoofdstad Brussel. Het gebouw staat aan de Arenbergstraat 9 binnen de Vijfhoek op ongeveer 300 meter ten noorden van het station Brussel-Centraal. Aan de zuidwestzijde ligt het gebouw aan de Beenhouwersstraat en ten westen ligt de Koningsgalerij. Het gebouw heeft ongeveer 490 werkplekken voor ambtenaren.

## Geschiedenis
Het gebouw aan de Arenbergstraat werd oorspronkelijk ontworpen als bankgebouw voor de Deutsche Bank. De werken begonnen in 1912 naar een ontwerp van de Berlijnse architect Hans Jessen, in samenwerking met de Belgische architect Alexis Dumont. Door het uitbreken van de Eerste Wereldoorlog werden de werken onderbroken en kwam het gebouw onder sekwester. Tussen 1929 en 1932 werd het uiteindelijk voltooid in opdracht van de Algemene Bankvereniging en de Volksbank van Leuven. In de daaropvolgende decennia werd het in gebruik genomen door de Kredietbank. Het gebouw stond in de twintigste eeuw ook bekend onder de naam Le Stuart.
Vanaf 1 april 2005 werd het gebouw voor een periode van 18 jaar gehuurd door de Vlaamse overheid, die het toen de naam Arenberggebouw gaf, naar de ligging aan de Arenbergstraat. In de jaren 2010 werd het samen met onder meer het Boudewijngebouw, het Phoenixgebouw, het Ellipsgebouw en het Graaf de Ferrarisgebouw opgenomen in een herstructureringsplan. Naar aanleiding van het aflopen van de huurcontracten en de nood aan renovatie van sommige panden, werd beslist om de administraties van de Vlaamse overheid te centraliseren in drie nieuwe hoofdgebouwen: het Hendrik Consciencegebouw, het Herman Teirlinckgebouw en het Marie-Elisabeth Belpairegebouw. Het Marie-Elisabeth Belpairegebouw is voorzien als vervanging voor het Ellipsgebouw, het Ferrarisgebouw en het Arenberggebouw.

## Gebouw
Het gebouw heeft een oppervlakte van 17.000 vierkante meter en bestaat uit meerdere vleugels rond een overdekte binnenplaats met een centrale ontvangstbalie.
De gevel is streng en symmetrisch opgebouwd, geïnspireerd op de monumentale, classicerende Duitse architectuur uit het begin van de 20e eeuw. Het complex telt vier bouwlagen, is bekleed met natuursteen en heeft een uitgesproken middenpartij en hoekrisalieten. De hoge benedenverdieping, ingevolge het straatniveau, is voorzien van een rondboogarcade en een inkom tussen gecanneleerde halfzuilen. De verdiepingen worden verticaal gemarkeerd door lisenen en bekroond met een attiek.

Het figuratieve beeldhouwwerk werd uitgevoerd door Georges Vandevoorde, met onder meer dierenriemtekens, blazoenen en allegorische figuren op de gevel.
Brussel: Hendrik Consciencegebouw · Herman Teirlinckgebouw · Graaf de Ferrarisgebouw · Marie-Elisabeth Belpairegebouw
Voormalig: Arenberggebouw · Boudewijngebouw · Ellipsgebouw · Phoenixgebouw
Provinciehoofdsteden: Anna Bijnsgebouw (Antwerpen) · Jacob van Maerlantgebouw (Brugge) · Virginie Lovelinggebouw (Gent) · Hendrik van Veldekegebouw (Hasselt) · Dirk Boutsgebouw (Leuven)
Vlaamse Regering: Errerahuis · Martelaarsplein
Vlaams Parlement: Vlaams Parlementsgebouw · Huis van de Vlaamse Volksvertegenwoordigers